# Pop Art: Pet Shop Boys - The Hits
Pop Art släpptes 2003 och är Pet Shop Boys andra singelsamling. Samlingen inkluderar duons samtliga topp 20-hits i England.
En limiterad utgåva innehåller bonusskivan Mix, som består av Pet Shop Boys egna favoriter bland alla de remixer som gjorts.

## Låtlista
Pop (skiva 1)
1. "Go West"
2. "Suburbia" (videoversion)
3. "Se a vida é (That's the Way Life Is)"
4. "What Have I Done To Deserve This?" (med Dusty Springfield)
5. "Always on My Mind" (7" mix)
6. "I Wouldn't Normally Do This Kind of Thing" (Beatmasters 7" version)
7. "Home and Dry" (radioversion)
8. "Heart" (album version)
9. "Miracles"
10. "Love Comes Quickly"
11. "It's A Sin"
12. "Domino Dancing" (7" mix)
13. "Before" (radioversion)
14. "New York City Boy" (U.S. radioversion, återutgåva)
15. "It's Alright" (7" mix)
16. "Where the Streets Have No Name (I Can't Take My Eyes off You)" (7" mix)
17. "A Red Letter Day" (7" mix)

Art (skiva 2)
1. "Left to My Own Devices" (7" mix)
2. "I Don't Know What You Want But I Can't Give It Any More" (radioversion)
3. "Flamboyant"
4. "Being Boring" (7" mix)
5. "Can You Forgive Her?"
6. "West End Girls" (7" mix)
7. "I Get Along" (radioversion)
8. "So Hard"
9. "Rent" (7" mix)
10. "Jealousy" (7" mix)
11. "DJ Culture" (7" mix)
12. "You Only Tell Me You Love Me When You're Drunk"
13. "Liberation"
14. "Paninaro '95" (singelversion)
15. "Opportunities (Let's Make Lots of Money)"
16. "Yesterday, When I Was Mad" (singelversion)
17. "Single-Bilingual" (7" mix)
18. "Somewhere" (singelversion)

Mix (limited edition skiva 3)
1. "Can You Forgive Her? (Rollo remix)"
2. "So Hard (David Morales Red Zone mix)"
3. "What Have I Done to Deserve This? (Shep Pettibone mix)"
4. "West End Girls (Sasha mix)"
5. "Miserablism (Moby Electro mix)"
6. "Before (Love to Infinity Classic Paradise mix)"
7. "I Don't Know What You Want But I Can't Give It Anymore (Peter Rauhofer New York mix)"
8. "New York City Boy (Lange mix)"
9. "Young Offender (Jam and Spoon Trip-o-matic Fairy tale mix)"
10. "Love Comes Quickly (Blank and Jones mix)"